# Dauchingen
Dauchingen là môt thị xã nằm ở huyện Schwarzwald-Baar, thuộc bang Baden-Württemberg, Đức.